# 잭 콘웨이 (정치인)
잭 콘웨이(Jack Conway, 1969년 7월 5일 ~ )는 미국의 정치인이다.

## 학력
- 듀크 대학교 인문사회 학사
- 조지 워싱턴 대학교 법무박사

## 경력
- 2008.01 ~ 2016.01 제49대 켄터키 법무장관

## 역대 선거 결과
| 선거명      | 직책명                      | 대수  | 정당   | 득표율 | 득표수    | 결과 | 당락                   |
| ----------- | --------------------------- | ----- | ------ | ------ | --------- | ---- | ---------------------- |
| 2002년 선거 | 하원의원 (켄터키 제3선거구) | 108대 | 민주당 | 48.39% | 110,846표 | 2위  | 낙선                   |
| 2007년 선거 | 켄터키 법무장관             | 49대  | 민주당 | 60.53% | 612,689표 | 1위  | 켄터키주 법무장관 당선 |
| 2010년 선거 | 상원의원 (켄터키 제3부)     | 112대 | 민주당 | 44.22% | 599,843표 | 2위  | 낙선                   |
| 2011년 선거 | 켄터키 법무장관             | 49대  | 민주당 | 55.02% | 449,638표 | 1위  | 켄터키주 법무장관 당선 |
| 2015년 선거 | 켄터키 주지사               | 62대  | 민주당 | 43.82% | 426,620표 | 2위  | 낙선                   |

## 참고 자료
- 위키미디어 공용에 잭 콘웨이 관련 미디어 분류가 있습니다.